# Warren Whiteley
Pas d'image ? Cliquez ici

a Compétitions nationales et continentales officielles uniquement.

b Matchs officiels uniquement.
Dernière mise à jour le 29 août 2021.
Warren Whiteley, né le 18 septembre 1987 à Durban (Afrique du Sud), est un joueur international sud-africain de rugby à XV évoluant au poste de troisième ligne centre. Il mesure 1,93 m pour 106 kg.

## Carrière de joueur

### En club
Warren Whiteley a commencé sa carrière professionnelle en 2008 avec la province des Natal Sharks en Vodacom Cup.
Il quitte l'année suivante Durban pour Johannesbourg en rejoignant les Golden Lions, avec qui il évolue en Vodacom Cup la première année, avant de jouer Currie Cup à partir de 2011. 
En 2011, il est sélectionné dans la franchise des Lions en Super Rugby. Il devient rapidement un cadre de son équipe et ainsi que le capitaine à partir de 2014. Il mène ainsi la franchise de Johannesbourg jusqu'en finale du Super Rugby en 2016.
En 2016, il rejoint le club japonais des NTT Docomo Red Hurricanes qui évolue en Top League Ouest A (deuxième division régionale japonaise), tout en continuant à jouer parallèlement avec la franchise des Lions. Il participe à la promotion de son club qui, à partir de la saison 2017-2018, évolue en Top League.
Après la saison 2019 de Super Rugby, une grave blessure au genou le pousse à mettre sa carrière de joueur entre parenthèses pour une durée indéterminée,. Il tente une nouvelle opération au genou en août 2020, avec un dernier espoir de rejouer, mais il annonce finalement l'arrêt officiel de sa carrière en août 2021,.

### En équipe nationale
Warren Whiteley a fait partie de l'effectif de l'équipe d'Afrique du Sud de rugby à sept entre 2012 et 2014. Il remporte l'épreuve de rugby à sept des Jeux du Commonwealth de 2014.
Il est sélectionné pour la première fois avec les Springboks en septembre 2014. Il obtient sa première cape internationale avec l'équipe d'Afrique du Sud le 6 septembre 2014 à l’occasion d’un match contre l'équipe d'Australie à Perth.
En juin 2017, il est nommé capitaine des Springboks pour réception de la France, dans le cadre de la tournée d'été, en remplacement du talonneur Adriaan Strauss qui a pris sa retraite internationale.
Il reste capitaine de la sélection pendant deux ans, avant que de nombreuses blessures freinent, puis mettent un terme à sa carrière internationale début 2019. Il est remplacé dans son rôle par Siya Kolisi en 2019, qui soulèvera la Coupe du monde cette même année.

## Carrière d'entraîneur
Dans la foulée de la fin de carrière de joueur, Warren Whiteley retourne dans sa province formatrice des Natal Sharks pour devenir entraîneur spécialiste de la touche.

## Palmarès

### En club
- Finaliste du Super Rugby en 2016, 2017 et 2018 avec les Lions.
- Vainqueur de la Currie Cup en 2011 et 2015 avec les Golden Lions

- Champion de Top League Ouest A en 2016 avec NTT Docomo Red Hurricanes

## Statistiques
Warren Whiteley compte 23 capes en équipe d'Afrique du Sud, dont dix-huit en tant que titulaire, depuis sa première sélection le 6 septembre 2014 contre l'équipe d'Australie à Perth. Il a inscrit trois essais (quinze points). 
Il participe à quatre éditions du Rugby Championship, en 2014, 2015, 2016 et 2018. Il dispute treize rencontres dans cette compétition.